# Johnny Get Your Gun
Johnny Get Your Gun è un film muto del 1919 diretto da Donald Crisp. La sceneggiatura di Gardner Hunting si basa sul lavoro teatrale di Edmund Lawrence Burke.

## Trama
Bill Burnham, che non vede la sua famiglia da molti anni, riceve in carcere - dove si trova per aver sparato ubriaco - notizie da casa: il padre è morto, il patrimonio di famiglia è in pericolo e sua sorella Janet sta per sposare un conte cacciatore di dote. Poiché non può lasciare il carcere, Bill chiede a un suo amico cow boy, Johnny Wiggins, di andare al posto suo a Palm Beach, fingendo di essere lui.
I modi rudi di Johnny indispongono la famiglia Burnham, composta da Janet e da sua zia, ma le due donne devono sopportarlo perché hanno bisogno del suo consenso affinché Janet entri in possesso dell'eredità. Il conte, però, scopre che quello non è il vero Bill e allora tenta la fuga in automobile insieme a Janet per andare a sposarsi. Johnny li ferma prendendo al lazo la loro auto. Il cow boy mette a posto anche la difficile situazione finanziaria dei Burnham minacciando con la pistola Milton, l'amministratore dei fondi, che ha investito malamente il denaro di Janet e che viene costretto a restituire il maltolto. Poi, Johnny si sposa con Ruth, la cameriera e se ne va, promettendo a tutti che il ritorno del vero Bill rimetterà in squadra la famiglia.

## Produzione
Il film fu prodotto dalla Famous Players-Lasky Corporation. Venne girato in Florida.

## Distribuzione
Distribuito dalla Artcraft Pictures Corporation e dalla Famous Players-Lasky Corporation, il film - presentato da Jesse L. Lasky - uscì nelle sale cinematografiche statunitensi il 16 marzo 1919.
Copia della pellicola viene conservata negli archivi dell'UCLA Film and Television.